# Aseraggodes pelvicus
Aseraggodes pelvicus är en fiskart som beskrevs av Randall 2005. Aseraggodes pelvicus ingår i släktet Aseraggodes och familjen tungefiskar. Inga underarter finns listade i Catalogue of Life.